# Hans Breider
Hans Breider (* 20. Mai 1908 in Effeln; † 22. November 2000 in Würzburg) war ein deutscher Önologe und Züchter neuer Rebsorten.

## Leben
Breider studierte Biologie und Genetik an der Westfälischen Wilhelms-Universität in Münster und der Leopold-Franzens-Universität in Innsbruck. Im Jahr 1935 wurde er in Münster promoviert und nur ein Jahr später habilitierte er sich an der TH Braunschweig. Während seiner Studienzeit wurde er Mitglied im Unitas-Verband.
In der Zeit des Nationalsozialismus war er Mitglied der SA, er beantragte am 17. Mai 1937 die Aufnahme in die NSDAP und wurde rückwirkend zum 1. Mai desselben Jahres aufgenommen (Mitgliedsnummer 4.390.889). 1934 trat Breider der Allgemeinen SS bei und wurde dem SS-Sturm 1 der 49. SS-Standarte zugeteilt.
Von 1936 bis zu seinem Kriegsdienst während des Zweiten Weltkriegs war er Mitarbeiter am Kaiser-Wilhelm-Institut für Züchtungs-Forschung in Müncheberg. Von 1947 bis 1950 leitete er die Landesanstalt für Rebenzüchtung in Alzey in Rheinhessen.
Ab 1950 war er zunächst für die Hauptstelle Rebenzüchtung der Bayerischen Landesanstalt für Wein- und Gartenbau in Veitshöchheim (Franken) tätig, ab 1952 war er Abteilungsdirektor und von 1959 bis 1973 war er der leitende Direktor des Institutes.
Während seiner züchterischen Tätigkeit von Rebsorten kreierte er zahlreiche Neuzüchtungen wie zum Beispiel die Sorten Albalonga, Cantaro, Fontanara, Mariensteiner, Muscabona, Ortega, Perle von Alzey (hier nur die züchterische Nachbearbeitung), Sissi und Tamara.
Er war verheiratet und hatte vier Kinder.